# George Balanchine
George Balanchine, ook Giorgi Balantschiwadse (Georgisch: გიორგი მელიტონის ძე ბალანჩივაძე, Giorgi Melitonis dze Balanchivadze; Russisch: Георгий Мелитонович Баланчивадзе) (Sint-Petersburg, 22 januari 1904 - New York, 30 april 1983) geldt als een van de grootste choreografen van de twintigste eeuw. Hij was van Georgische afkomst, geboren in Rusland.
Balanchine studeerde aan de school van het Mariinskiballet. In 1921 was hij medeoprichter van het avant-gardistische Jonge Ballet. Enkele jaren later in 1924 ontvluchtte Balanchine Rusland en kwam hij in Duitsland terecht. Samen met Tamara Geva, Alexandra Danilova en Nicholas Efimov maakte hij een tour door Europa. In 1925 kwam hij als danser in de Verenigde Staten. De bekende impresario Diaghilev vroeg hem zich aan te sluiten bij zijn gezelschap Les Ballets Russes als balletmeester. Daar ontmoette hij onder meer Stravinsky. 
Tussen 1924 en 1929, toen Diaghilev stierf, creëerde Balanchine negen balletten. Behalve met Stravinsky werkte hij samen met componisten als Sergei Prokofiev, Erik Satie en Maurice Ravel, en kunstenaars die decors en kostuums ontwierpen, zoals Pablo Picasso, Georges Rouault en Henri Matisse, en creëerde zo nieuwe werken waarin meerdere kunsten gecombineerd werden. Balanchine werd voor zijn balletstukken onder meer geïnspireerd door kunststromingen zoals het constructivisme.
In 1934 emigreerde hij naar de Verenigde Staten. Aldaar richtte hij samen met Lincoln Kirstein de School of American Ballet op.
Balanchine stichtte nog twee balletgezelschappen in de Verenigde Staten. In 1941 richtte hij samen met Lincoln Kirstein de American Ballet Caravan op en in 1948 het New York City Ballet.